# Mistrzostwa Afryki w Zapasach 1989
Mistrzostwa Afryki w zapasach w 1989 roku rozegrano w styczniu 1989 w Kairze w Egipcie.

## Tabela medalowa
Gospodarz zawodów został zaznaczony kolorem.
| Miejsce | Kraj      | Złoto | Srebro | Brąz | Razem |
| 1.      | Egipt     | 12    | 6      | 2    | 20    |
| 2.      | Nigeria   | 6     | 1      | 1    | 8     |
| 3.      | Tunezja   | 2     | 1      | 4    | 7     |
| 4.      | Algieria  | 0     | 9      | 4    | 13    |
| 5.      | Maroko    | 0     | 2      | 6    | 8     |
| 6.      | Kamerun   | 0     | 1      | 1    | 2     |
| 7.      | Mauritius | 0     | 0      | 2    | 2     |
| Razem   | Razem     | 20    | 20     | 20   | 20    |

## Wyniki mężczyźni

### styl wolny
| Waga    | Złoto:                       | Srebro:               | Brąz:                     |
| 48 kg   | Amos Ojo                     | Yacine Benzaid        | Chalid Sa’id Abd al-Munim |
| 52 kg   | Faradż Abd al-Munim Muhammad | Szukri Budaszisz      | Garbal Ame                |
| 57 kg   | Linas Ovre                   | Tarik Ibrahim         | Abdelhalim Hachaichi      |
| 62 kg   | Aszraf Hanafi                | Abdennour Boukhaoua   | Abdelkader Bahloul        |
| 68 kg   | Ibo Oziti                    | Sabir Ahmad Hafiz     | Sa’id as-Sawakin          |
| 74 kg   | Muhammad al-Chudari          | Olufemi               | Kmal Bourahli             |
| 82 kg   | Victor Kodei                 | Muhsin Sa’id          | Abdallah Attar            |
| 90 kg   | Christian Iloanusi           | Muhammad Abd al-Munim | Zouhair Seghaier          |
| 100 kg  | Ali Dżabr                    | Idriss Mesnaoui       | Parsad Balkisson          |
| +100 kg | Jackson Bidei                | Abdelkader Haous      | Ibrahim Abu an-Nadża      |

### styl klasyczny
| Waga    | Złoto:                            | Srebro:             | Brąz:               |
| 48 kg   | Ahmad Muhammad                    | Yacine Benzaid      | Mohamed Moumen      |
| 52 kg   | Isam Abd al-Aziz Zaki             | Naanai Abdel Rahman | Ahmed Benatia       |
| 57 kg   | Ali Houimli                       | Sami Kamal Mursi    | Said Animar         |
| 62 kg   | Habib Lakhal                      | Hasan Husam ad-Din  | Mazuz Bin Dżada     |
| 68 kg   | Husam ad-Din Hamid                | Abdelkarim Naamani  | Sa’id as-Sawakin    |
| 74 kg   | Ali Hasan al-Arini                | Kamel Bourahli      | Abdallah Attar      |
| 82 kg   | Muhji ad-Din Abd al-Haris Ramadan | Lofti Rahmani       | Mboke Honori        |
| 90 kg   | Mustafa Abd al-Haris Ramadan      | Jean Youmbi         | Zouhair Seghaier    |
| 100 kg  | Kamal Ibrahim                     | Abdel Bedyor        | Khalifa Ben Nasseur |
| +100 kg | Hasan al-Haddad                   | Rabah Selmi         | Navind Ramsaran     |